# Піджен (озеро)
Піджен (англ. Pigeon Lake) — озеро в центральній частині Альберти, Канада, що проходить на кордоні між округом Ледук і округом Ветасківін № 10. Розташоване недалеко від Едмонтона, Ледюка та Ветасківіна. Громади, розташовані вздовж берега озера, включають Індіанський заповідник Піджен-Лейк 138A, десять літніх сіл (Біч Арджентія, Кристал-Спрінгс, Золоті дні, Грандв’ю, Пляж Ітаска, Пляж Ма-Ме-О, Пляж Норріс, Поплар-Бей, Сілвер -Біч і Санденс-Біч), і чотири некорпорованих громади (Фішер-Хум, Мішн-Біч, Малхерст-Бей і Село в Піджен-Лейк).

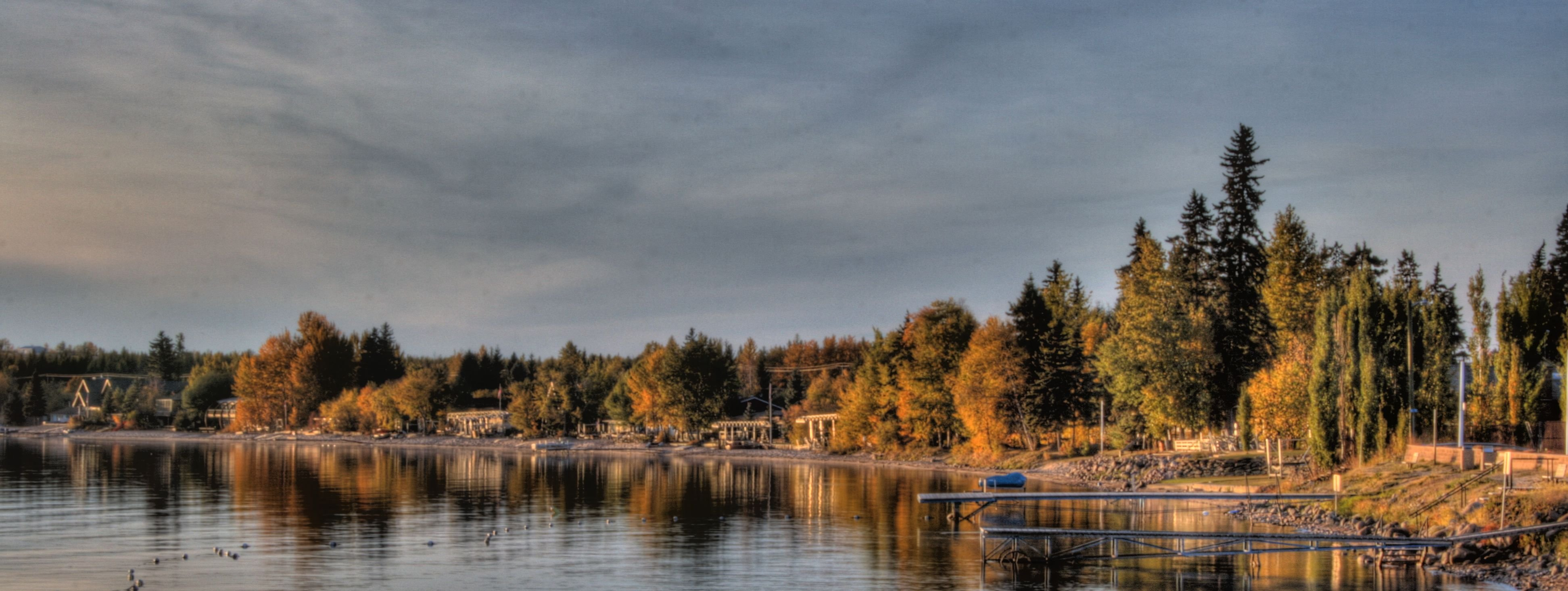
Малгерст-Бей, на східній стороні озера Піджен

Загальна площа озера 96,7 км2 і максимальною глибиною 9,1 м. Має площу дзеркала 187 км2, і є ранньою притокою річки Баттл, з якою вона з’єднана через річку Піджен-Лейк-Крік.

## Транспорт
Доступ до озера та його населених пунктів ведеться по шосе 13 з південного боку, шосе 771 із західного боку, шосе 616 з північного боку та шосе 780 зі східного боку.